# Jimi Manuwa
Babajimi Abiola Manuwa, mais conhecido apenas como Jimi Manuwa (Sacramento, 18 de fevereiro de 1980), é um lutador de artes marciais mistas britânico-nigeriano nascido nos Estados Unidos, que atualmente compete no Ultimate Fighting Championship. Atualmente está fora do top 15 do Ranking Meio-Pesado do UFC.

## Biografia
Nascido no Estados Unidos, passou a infância na Nigéria, mas aos 10 anos de idade foi para a Inglaterra em busca de um futuro melhor para ele e sua família.
Foi preso em 2002 por ser cúmplice em um assalto, foi solto em 2003. Após sair da prisão, decidiu treinar MMA.
Na Nigéria, Manuwa sempre se envolvia em brigas constantes. Chegou a ser expulso de vários colégios por causa das mesmas brigas.

## Carreira no MMA
Manuwa começou a treinar artes marciais mistas em 2007, após uma lesão no levantamento de peso, onde rompeu o músculo do peito enquanto levantava um supino de 185 kg. Ele atualmente treina na Keddles Gym com Alan Keddle e Dino Miringou e na Nova Forca BJJ com Ricardo da Silva. 

### UCMMA
Manuwa lutou pelo UCMMA (Ultimate Challenge Mixed Martial Arts) desde sua terceira luta, se tornando o campeão da organização inglesa em sua terceira luta nele. Ele defendeu seu título com sucesso cinco vezes, mais do que qualquer outro campeão na companhia, passado ou presente.
Durante esse período de tempo, Manuwa recusou uma oferta de contrato do Ultimate Fighting Championship, sentindo que que não era a hora certa em sua carreira para aceitá-la. Ele disse que alcançar o UFC seria seu "último objetivo" no futuro. Também foi oferecido para ele uma luta no UFC 138, mas ele também recusou, citando que ele não competia desde o verão de 2010, e que "Se ele havia lutado em um card em Outubro..."
Ele defendeu com sucesso seu título pela quinta vez no UCMMA 24: Hands of War contra Nick Chapman.

### BAMMA
Após defender seu título no recorde de cinco vezes, Manuwa assinou um contrato de quatro lutas exclusivo com o BAMMA (British Association of Mixed Martial Arts), outra organização inglesa. Ele fez sua estreia no BAMMA 8. Enfrentou o francês Antony Rea e venceu a luta por nocaute técnico.

### UFC
Após recusar um contrato com a Ultimate Fighting Championship, Manuwa assinou com a maior organização de MMA do planeta em julho de 2012.
Manuwa fez sua estreia no UFC contra o participante do TUF 8, o americano Kyle Kingsbury no UFC on Fuel TV: Struve vs. Miocic, vencendo após dois rounds por nocaute técnico por interrupção médica. A interrupção aconteceu devido à inchados no olho esquerdo de Kingsbury.
Para sua segunda luta pela organização, Manuwa enfrentou o francês Cyrille Diabaté em 16 de fevereiro de 2013 no UFC on Fuel TV: Barão vs. McDonald. Manuwa foi declarado vencedor por nocaute técnico após Diabaté ser incapaz de continuar após romper um músculo da panturrilha perto do fim do primeiro round.
Manuwa derrotou o canadense Ryan Jimmo em 26 de outubro de 2013 no UFC Fight Night: Machida vs. Muñoz, no fim do segundo round, Jimmo sofreu uma lesão e não pode continuar na luta, declarando então Manuwa como vencedor por nocaute técnico. Após a luta sofreu uma suspensão médica de 180 dias ou até ser liberado por exames de raio-x.
Manuwa enfrentou ex-desafiante ao cinturão Alexander Gustafsson em 8 de março de 2014 no UFC Fight Night: Gustafsson vs. Manuwa. Manuwa sofreu sua primeira derrota na carreira, aconteceu no segundo round e por nocaute técnico.
Manuwa era esperado para enfrentar o veterano do Pride Maurício Shogun em 8 de Novembro de 2014 na luta principal do UFC Fight Night: Shogun vs. Manuwa, porém foi retirado do card após quebrar o pé nos treinamentos e substituído por Ovince St. Preux.
Manuwa enfrentou o polonês Jan Blachowicz em 11 de Abril de 2015 no UFC Fight Night: Gonzaga vs. Cro Cop 2, na Polônia. Ele venceu a luta por decisão unânime.
Manuwa enfrentou o ex-desafiante Anthony Johnson em 5 de Setembro de 2015 no UFC 191 e foi derrotado por nocaute no segundo round.
Manuwa era esperado para enfrentar Nikita Krylov em 27 de Fevereiro de 2016 no UFC Fight Night: Silva vs. Bisping, porém após alegar uma lesão em Dezembro de 2015, a luta foi cancelada.
Manuwa enfrentou Ovince St. Preux em 8 de Outubro de 2016 no UFC 204. Ele venceu por nocaute no segundo round e recebeu o prêmio de Performance da Noite.
Manuwa enfrentou Corey Anderson na luta principal do UFC Fight Night: Manuwa vs. Anderson em 18 de Março de 2017. Manuwa venceu por nocaute no primeiro round e recebeu o prêmio de Performance da Noite.

## Vida Pessoal
Atualmente, faz um documentário na MTV UK, sobre o MMA. Estrela junto com Jack Marshman e Cory Tait. É torcedor do West Ham United.

## Títulos e realizações

### Artes marciais mistas
- Ultimate Fighting Championship
  - Luta da Noite (Uma vez)
  - Performance da Noite (Duas vezes)

- Ultimate Challenge MMA
  - Campeão dos Meio-Pesados do UCMMA
  - Ganhou em Cinco defesas de título

## Cartel no MMA
| Cartel no MMA   |             |            |
| 23 lutas        | 17 vitórias | 6 derrotas |
| Por nocaute     | 15          | 5          |
| Por finalização | 1           | 0          |
| Por decisão     | 1           | 1          |

| Res.    | Cartel | Oponente             | Método                               | Evento                                  | Data       | Round | Tempo | Local               | Notas                                     |
| ------- | ------ | -------------------- | ------------------------------------ | --------------------------------------- | ---------- | ----- | ----- | ------------------- | ----------------------------------------- |
| Derrota | 17-6   | Aleksandar Rakić     | Nocaute (chute na cabeça)            | UFC Fight Night: Gustafsson vs. Smith   | 01/06/2019 | 1     | 0:47  | Estocolmo           |                                           |
| Derrota | 17-5   | Thiago Santos        | Nocaute (soco)                       | UFC 231: Holloway vs. Ortega            | 08/12/2018 | 2     | 0:41  | Toronto, Ontario    |                                           |
| Derrota | 17-4   | Jan Blachowicz       | Decisão (unânime)                    | UFC Fight Night: Werdum vs. Volkov      | 17/03/2018 | 3     | 5:00  | Londres             | Luta da Noite.                            |
| Derrota | 17-3   | Volkan Oezdemir      | Nocaute (socos)                      | UFC 214: Cormier vs. Jones II           | 29/07/2017 | 1     | 0:42  | Anaheim, California |                                           |
| Vitória | 17-2   | Corey Anderson       | Nocaute (soco)                       | UFC Fight Night: Manuwa vs. Anderson    | 18/03/2017 | 1     | 3:05  | Londres             | Performance da Noite.                     |
| Vitória | 16-2   | Ovince St. Preux     | Nocaute (soco)                       | UFC 204: Bisping vs. Henderson II       | 08/10/2016 | 2     | 2:38  | Manchester          | Performance da Noite.                     |
| Derrota | 15-2   | Anthony Johnson      | Nocaute (soco)                       | UFC 191: Johnson vs. Dodson II          | 05/09/2015 | 2     | 0:28  | Las Vegas, Nevada   |                                           |
| Vitória | 15-1   | Jan Blachowicz       | Decisão (unânime)                    | UFC Fight Night: Gonzaga vs. Cro Cop II | 11/04/2015 | 3     | 5:00  | Kraków              |                                           |
| Derrota | 14-1   | Alexander Gustafsson | Nocaute Técnico (joelhada e socos)   | UFC Fight Night: Gustafsson vs. Manuwa  | 08/03/2014 | 2     | 1:18  | Londres             | Luta da Noite.                            |
| Vitória | 14-0   | Ryan Jimmo           | Nocaute Técnico (lesão)              | UFC Fight Night: Machida vs. Muñoz      | 26/10/2013 | 2     | 4:41  | Manchester          |                                           |
| Vitória | 13-0   | Cyrille Diabaté      | Nocaute Técnico (lesão)              | UFC on Fuel TV: Barão vs. McDonald      | 16/02/2013 | 1     | 5:00  | Londres             |                                           |
| Vitória | 12-0   | Kyle Kingsbury       | Nocaute Técnico (interrupção médica) | UFC on Fuel TV: Struve vs. Miocic       | 29/09/2012 | 2     | 5:00  | Nottingham          | Estreia no UFC                            |
| Vitória | 11-0   | Antony Rea           | Nocaute Técnico (desistência)        | BAMMA 8 - Manuwa vs. Rea                | 10/12/2011 | 1     | 5:00  | Nottingham          |                                           |
| Vitória | 10-0   | Nick Chapman         | Nocaute Técnico (joelhadas)          | UCMMA 24 - Hands of War                 | 22/10/2011 | 1     | 2:14  | Londres             | Defendeu o Título Meio Pesados do UCMMA.  |
| Vitória | 9-0    | Valentino Petrescu   | Nocaute (soco)                       | UCMMA 14 - Invincible                   | 07/08/2010 | 1     | 3:08  | Londres             | Defendeu o Título Meio Pesado do UCMMA.   |
| Vitória | 8-0    | Reza Mahdavian       | Nocaute Técnico (socos)              | UCMMA 12 - Never Back Down              | 08/05/2010 | 1     | 3:19  | Londres             | Defendeu o Título Meio Pesado do UCMMA.   |
| Vitória | 7-0    | Shaun Lomas          | Nocaute Técnico (socos)              | UCMMA 9 - Fighting For Heroes           | 05/12/2009 | 1     | 3:58  | Londres             | Defendeu o Título Meio Pesado do UCMMA.   |
| Vitória | 6-0    | Luke Blythe          | Nocaute (soco)                       | UCMMA 6 - Payback                       | 22/08/2009 | 2     | 4:24  | Londres             | Defendeu do Título Meio Pesados do UCMMA. |
| Vitória | 5-0    | Ryan Robinson        | Nocaute Técnico (socos)              | UCMMA 4 - Relentless                    | 09/05/2009 | 1     | 2:03  | Londres             | Ganhou o Título Meio Pesado do UCMMA.     |
| Vitória | 4-0    | Jamie Hearn          | Finalização (guilhotina)             | UCMMA 2 - Unbreakable                   | 07/02/2009 | 1     | 1:49  | Londres             |                                           |
| Vitória | 3-0    | Chris Greig          | Nocaute Técnico (socos)              | UCMMA 1 - Bad Breed                     | 06/12/2008 | 2     | 1:35  | Londres             |                                           |
| Vitória | 2-0    | Dave Rintal          | Nocaute Técnico (socos)              | FX3 - Fight Night 9                     | 13/09/2008 | 1     | 3:10  | Reading             |                                           |
| Vitória | 1-0    | Tom King             | Nocaute Técnico (socos)              | FCFN 8 - Full Contact Fight Night 8     | 26/07/2008 | 1     | N/A   | Portsmouth          |                                           |

| Precedido por: Novo Título | 1º Campeão Meio-Pesado do UCMMA 9 de maio de 2009 - 22 de outubro de 2011 | Sucedido por: Linton Vassell |